# Mïxaïl Golwbnïchïý
Mïxaïl Valer'evïç Golwbnïchïý (in kazako Михаил Валерьевич Голубничий?; 31 gennaio 1995) è un calciatore kazako, portiere dell'Oqjetpes.